# Sean Combs
Pour les articles homonymes, voir Combs.
Le texte peut changer fréquemment, n’est peut-être pas à jour et peut manquer de recul. 
Le titre et la description de l'acte concerné reposent sur la qualification juridique retenue lors de la rédaction de l'article et peuvent évoluer en même temps que celle-ci.
Puff Daddy, Puffy, Diddy ou encore P. Diddy, né Sean Combs le 4 novembre 1969 à New York, État de New York (États-Unis) est un rappeur, chanteur, acteur, danseur, homme d'affaires, producteur de musique et styliste américain. Il devient directeur chez Uptown Records avant de fonder le label Bad Boy Records en 1993.
Il signe un contrat avec The Notorious B.I.G. et tire profit du succès de ce dernier. Il publie son premier album No Way Out en 1997, certifié septuple disque de platine. Le 16 septembre 2024, il est inculpé de trafic sexuel et d'extorsion.

## Biographie

### Enfance
Sean Combs est né le 4 novembre 1969 à New York. Élevé à Mount Vernon, dans l'État de New York, sa mère, Janice Combs (née Smalls), était mannequin et assistante d'enseignante. Son père, Melvin Earl Combs, a servi dans l'armée de l'air américaine ; il était l'un des associés du baron de la drogue new-yorkais condamné Frank Lucas. À 33 ans, Melvin a été abattu alors qu'il était assis dans sa voiture sur Central Park West. Combs avait deux ans. Combs a une sœur, Keisha, et a grandi dans la pauvreté.
Combs est élevé dans la religion catholique, et sert comme enfant de chœur. Il obtient son diplôme de la Mount Saint Michael Academy, une école catholique réservée aux garçons, en 1987. Il joue au football américain pour cette académie et son équipe a remporté le titre de division en 1986. Combs déclare qu'on lui avait donné le surnom de « Puff » lorsqu'il était enfant, car il « soufflait et haletait » lorsqu'il était en colère. Combs a étudié le commerce à l'université Howard, mais quitte l'université après sa deuxième année.

### Débuts (1990-1996)

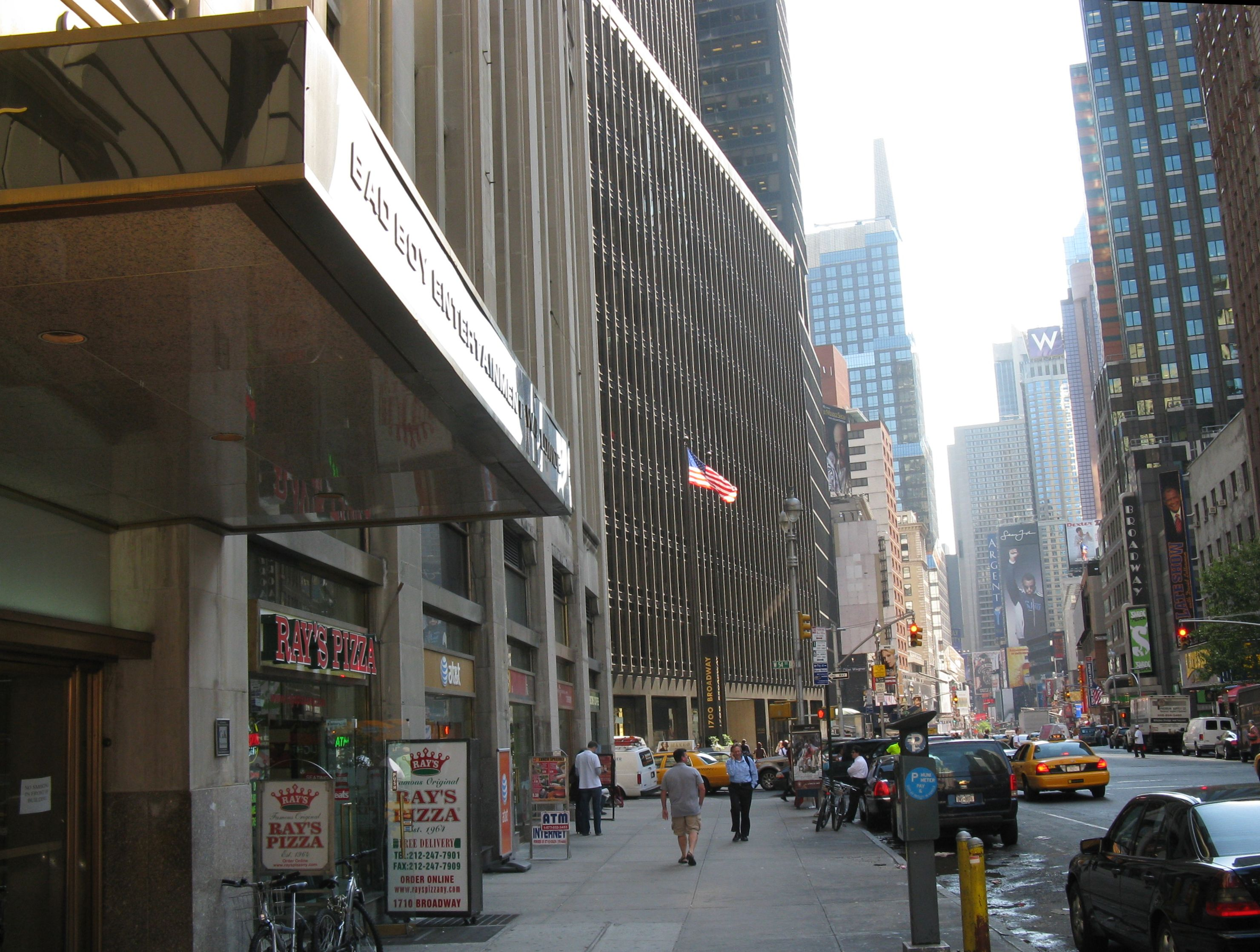
Locaux de Bad Boy Entertainment Worldwide à Broadway près de Times Square.

Ayant abandonné l'université Howard en 1990 après deux ans d'études, Sean John Combs devient stagiaire chez Uptown Records. Employé chez Uptown, il signe Jodeci et Mary J. Blige. Pendant ses années d'études, Combs avait la réputation d'organiser de grandioses soirées, certaines d'entre elles atteignant des milliers de participants.
En 1991, Sean Combs a organisé avec Heavy D une collecte de fonds pour la lutte contre le sida au gymnase du City College of New York (CCNY), après un match de basket caritatif. L'événement a été surbooké et environ 5000 personnes ont tenté de s'entasser dans le gymnase (qui avait une capacité de 2730 places) puis une bousculade a fait 9 morts et 29 personnes blessées. Aucune accusation criminelle n'a été portée à la suite de l'incident, bien que plusieurs poursuites pour décès injustifiés et blessures corporelles aient été déposées.
En 1993, après son renvoi d'Uptown, Sean Combs fonde le label Bad Boy Records en coentreprise avec Arista Records, signant un contrat avec le nouveau venu de l'époque The Notorious B.I.G.,.
The Notorious B.I.G. et Craig Mack publient rapidement des singles à succès, suivis d'albums à succès, en particulier Ready to Die de Notorious B.I.G. Combs signe avec d'autres artistes pour Bad Boy, comme Carl Thomas, Faith Evans, 112, Total, et Father MC. The Hitmen, son équipe de production, travaille avec Jodeci, Mary J. Blige, Usher, Lil' Kim, TLC, Mariah Carey, Boyz II Men, SWV, et Aretha Franklin, entre autres. Mase et The Lox se joignent à Bad Boy, des rivaux publiques du label de la côte ouest Death Row Records. Combs et The Notorious B.I.G. critiquent et parodient Tupac Shakur et Suge Knight dans des chansons et entretiens au milieu des années 1990. Entre 1994 et 1995, Combs produit des chansons pour CrazySexyCool de TLC, qui finit la décennie à la 25e place du classement Billboard,.

### Puff DaddyetNo Way Out(1997–1998)
En 1997, sous le nom de Puff Daddy, il enregistre son premier rap commercial. Son premier single, Can't Nobody Hold Me Down, reste pendant plusieurs semaines premier au classement Billboard Hot 100. Son premier album, No Way Out, est publié le 1er juillet 1997, chez Bad Boy Records. Originellement intitulé Hell up in Harlem, l'album subira de nombreux changements après le meurtre de Notorious B.I.G. le 9 mars 1997. Plusieurs artistes du label participent à l'album. No Way Out est un succès significatif, en particulier aux États-Unis, et atteint la première place du Billboard 200 sa première semaine après publication, avec 561 000 exemplaires écoulés. L'album contient cinq singles : I'll Be Missing You, un hommage à Notorious B.I.G., est la première chanson rap à atteindre la première place du Billboard Hot 100 ; il reste au top pendant onze semaines consécutives et atteint d'autres classements musicaux à l'international,. Quatre autres singles ; Can't Nobody Hold Me Down, It's All About the Benjamins, Been Around the World, et Victory, sont également publiés. Combs collabore avec Jimmy Page sur le titre Come with Me pour le film Godzilla.
L'album permet à Puff Daddy d'être nommé cinq fois à la 40e édition des Grammy Awards en 1998, remportant un Grammy Award dans la catégorie de meilleur album rap,. Le 7 septembre 2000, l'album est certifié septuple disque de platine par la Recording Industry Association of America pour plus de 7 millions d'exemplaires.
À la fin des années 1990, il est critiqué pour l'effondrement du hip-hop, devenu trop commercial, et pour avoir fait appel à de trop nombreux autres musiciens, utilisé trop de samples, et d'interpolations de ses anciens singles à succès dans ses nouvelles chansons. L'un des plus grands succès de sa carrière, I'll Be Missing You sample le refrain de la chanson Every Breath You Take (1983) de The Police et I'll Fly Away, tandis qu'il n'avait obtenu aucun accord de Sting, l'auteur original pour l'utiliser. Les deux artistes ont trouvé un accord financier a posteriori qui rapporterait entre 2000 et 5000 $ par jour de royalties à Sting.

### Foreveret Club New York (1999–2000)
En avril 1999, Sean Combs est accusé d'agression à la suite d'un incident avec Steve Stoute d'Interscope Records. Stoute était le manager de Nas, avec qui il avait tourné pour le clip de son titre Hate Me Now. Celui-ci expliquait que la vidéo, qui comportait une scène montrant l'assassinat et la crucifixion de Nas et Combs, était blasphématoire. Il demande le retrait de la vidéo ; cette dernière est néanmoins diffusée sur MTV. Combs se rend alors dans les locaux de Stoute et l'insulte. Combs est amené devant la justice pour agression au second degré,, et est par la suite obligé de prendre des cours de self-contrôle.
Forever, son premier album solo, est publié par Bad Boy Records le 24 août 1999, en Amérique du Nord, et en Europe le lendemain. Il atteint la deuxième place du Billboard 200 et la première du classement Top R&B/Hip-Hop Albums dans lequel il reste premier avant la publication du quatrième album de Mary J. Blige's, Mary. L'album est accueilli d'une manière mitigée et positive par la presse spécialisée et classé dans plusieurs classements de Billboard. Il atteint la quatrième place des classements canadiens, la meilleure place de l'artiste dans ce pays.
Le 27 décembre 1999, Sean Combs et sa compagne de l'époque Jennifer Lopez se présentent au Club New York de Manhattan avant que des coups de feu n'éclatent. Après enquête, Sean Combs et son ami rappeur Shyne sont appréhendés pour agression par arme à feu, entre autres.

### P. DiddyetThe Saga Continues(2001–2004)
Sean Combs change son nom de scène de Puff Daddy à P. Diddy en 2001. L'album gospel, Thank You, achevé juste avant l'incident de Manhattan, est publié en mars cette même année. Il joue le rôle d'un dealer dans le film puis joue avec Halle Berry et Billy Bob Thornton dans À l'ombre de la haine (les deux films sortis en 2001). Il est arrêté pour conduite sans permis en Floride. P. Diddy se lance dans plusieurs variété de collaborations. Pendant une courte période, il devient manager de Kelis ; ils collaborent pour le titre Let's Get Ill. Il ouvre ensuite la tournée Spring 2002 Celebrity Tour à 'N Sync et signe un contrat avec le girl group pop Dream pour son label. Le chanteur est l'un des producteurs de la bande originale du film Training Day (2001).
En juin 2001, Puff Daddy rompt sa coentreprise avec Arista Records, et possède désormais le contrôle total de son label Bad Boy, son catalogue musical, et son groupe de musiciens. The Saga Continues..., publié le 10 juillet en Amérique du Nord, est le dernier album publié sous coentreprise. L'album atteint la deuxième place du Billboard 200 et des Top R&B/Hip-Hop Albums et sera certifié disque de platine. Il s'agit de son seul album publié sous le nom de P. Diddy, et le premier album de Sean Combs à ne pas faire participer Jay-Z ou Lil' Kim. Combs devient producteur exécutif de l'émission de téléréalité Making the Band, diffusée sur MTV entre 2002 et 2009. Des artistes et groupes comme Da Band, Danity Kane, Day26
, et Donnie Klang y font leur apparition.
En 2003, Combs court le New York City Marathon, empochant 2 millions de dollars qu'il offre au système éducatif de New York. Le 10 mars 2004, il participe à l'Oprah Winfrey Show pour discuter du marathon, qu'il a fini en quatre heures et quinze minutes. En 2004, Combs mène la campagne Vote or Die pour les élections présidentielles américaines de 2004. Le 1er février 2004, Combs (sous le nom de P. Diddy) chante au Super Bowl XXXVIII
.

### DiddyetPress Play(2005–2009)

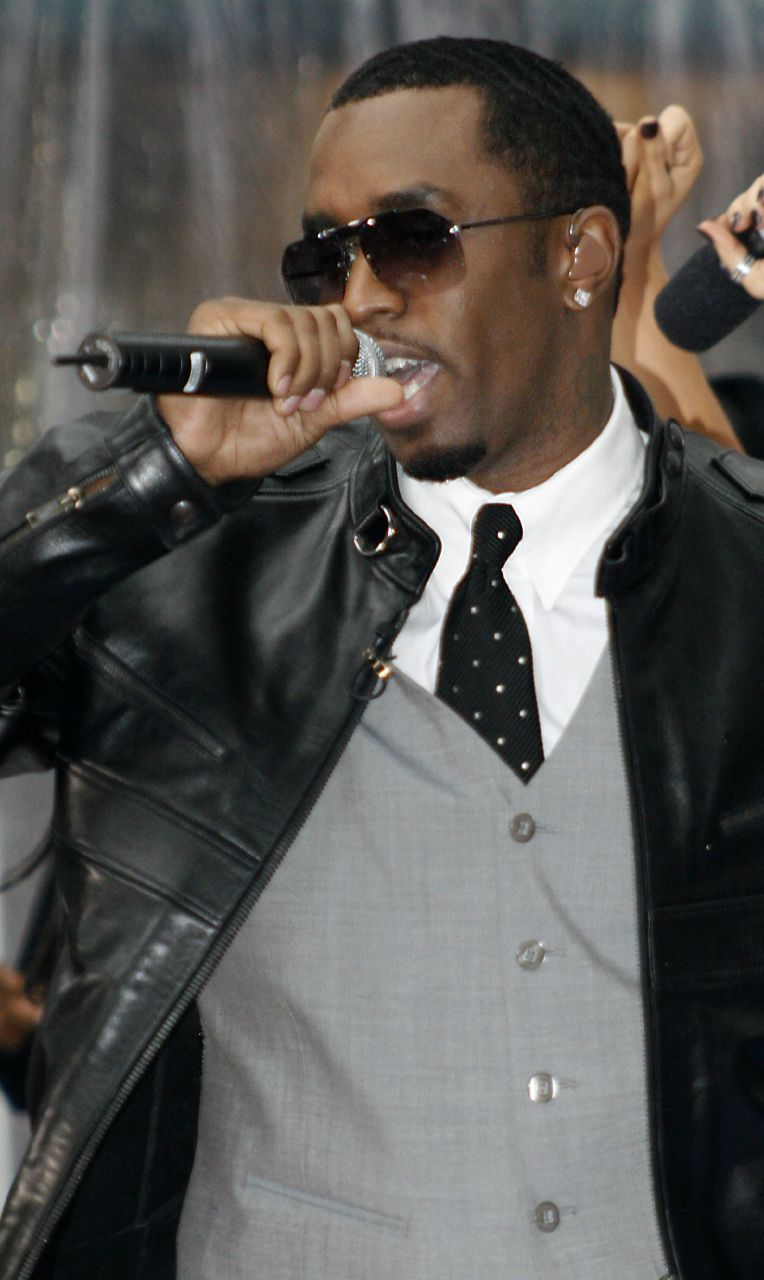
P. Diddy sur scène en 2006.

Le 16 août 2005, Combs annonce au magazine américain Today avoir de nouveau changé de nom ; il s'appelle désormais Diddy. Combs explique que les fans ne savaient plus comment l’appeler. En novembre 2005, le musicien et disc jockey Richard Dearlove, qui joue sous le nom de Diddy depuis 1992 – neuf ans avant que Combs n'emprunte le nom de P. Diddy – porte plainte à la Haute Cour de justice de Londres. Il demande £10 000 de dommages et £100 000 d'intérêts. Combs ne peut désormais plus emprunter le nom de Diddy au Royaume-Uni, où il est toujours connu sous le nom de P. Diddy,. Une plainte pour agression adressée à Combs par le présentateur Rogelio Mills, finit par sa relaxe.
Combs joue le rôle principal dans le film Carlito's Way: Rise to Power. Il endosse le rôle de Walter Lee Younger dans A Raisin in the Sun, ainsi que dans son adaptation télévisée homonyme diffusée en février 2008. En 2005, Combs vend la moitié de sa société au Warner Music Group. Il présente les MTV Video Music Awards de 2005, et est nommé l'une des personnes les plus influentes par le magazine Time. Il est cité dans la chanson country Play Something Country de Brooks & Dunn.
En 2006, Combs refuse de mettre un terme au contrat de Ma$e afin qu'il puisse rejoindre le groupe G-Unit ; 50 Cent enregistre alors une diss song, Hip-Hop. Les paroles identifieraient Combs comme celui qui connaitrait le nom de l'assassin de Notorious B.I.G.. Les deux se réconcilient deux ans plus tard. Combs publie ensuite son premier album en quatre ans, Press Play, le 17 octobre 2006, au label Bad Boy Records. L'album, fait participer quelques musiciens célèbres, et débute premier du Billboard 200 avec des ventes à 173 009 exemplaires. Ses singles Come to Me et Last Night atteignent le top 10 du Billboard Hot 100,. L'album est disponible en prévision dans l'émission The Leak sur MTV le 10 octobre 2006, une semaine avant sa publication dans les marchés. Press Play est accueilli positivement et d'une manière mitigée, puis certifié disque d'or par la RIAA. Le 18 septembre 2007, Combs s'allie à 50 Cent et Jay-Z pour le Forbes I Get Money Billion Dollar Remix.
En mars 2008, le Los Angeles Times accuse Notorious B.I.G. et Combs d'avoir organisé l'assassinat de Tupac, d'après des supposés documents du FBI ; le journal fait marche arrière, et admet que ces documents sont inexistants. En 2012, Dexter Isaac admet avoir tiré sur Tupac en 1994 sous les ordres de Jimmy Henchman,. En juin 2008, les représentants de Combs démentent toute rumeur concernant un autre changement de nom. Combs se présente dans la série I Want to Work for Diddy sur VH1.

### Dirty Money et acteur (2010–2013)

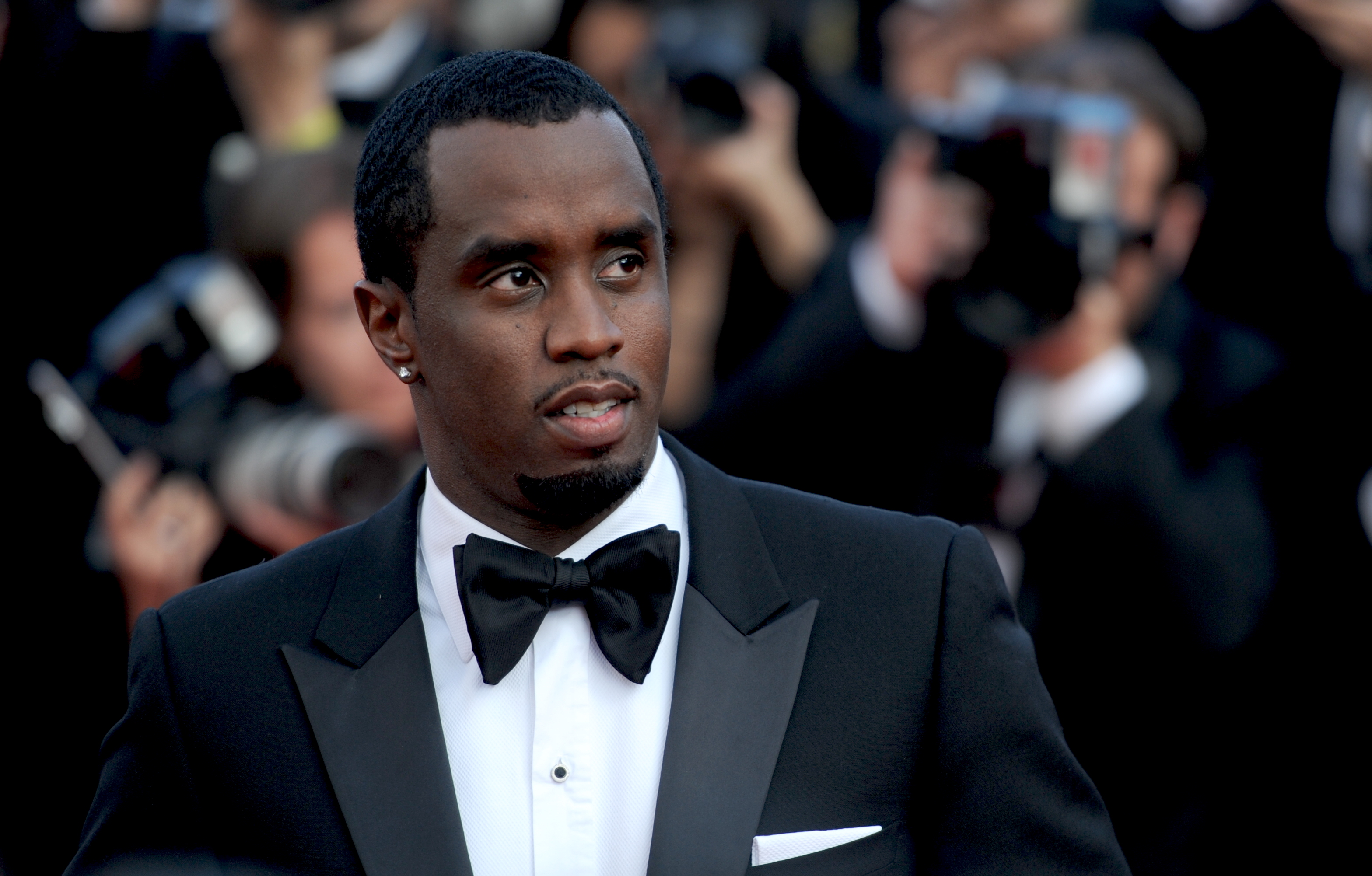
Sean Combs sur le tapis rouge du Festival de Cannes, le 19 mai 2012.

Combs fonde un supergroupe de rap en 2010 sous le nom de The Dream Team. Le groupe se compose de Combs, Rick Ross, DJ Khaled, Fat Joe, Busta Rhymes, Red Café, et Fabolous. Combs participe au live show de Chris Gethard en janvier 2010 au Upright Citizens Brigade Theatre de New York. En juin 2010, Combs joue (crédité sous le nom de Sean Combs) dans le film Get Him to the Greek en tant que Sergio Roma.
Last Train to Paris est publié par le groupe de Combs Diddy – Dirty Money le 13 décembre 2010. L'album est précédé par quatre singles Angels, Hello Good Morning, Loving You No More et Coming Home, accueilli d'une manière mitigée au Billboard Hot 100. Coming Home est le mieux accueilli des quatre, atteignant la douzième place du U.S. Hot 100, et la septième place au Canada. Le 10 mars 2011, Diddy – Dirty Money joue Coming Home sur scène dans American Idol. Le 18 avril 2011, Combs participe à la première saison de Hawaii 5-0. En novembre 2012, Combs participe à un épisode de la huitième saison de la sitcom américaine Philadelphia.

### MMM (Money Making Mitch)etNo Way Out 2(2014-2017)
Le 26 février 2014, Combs publie Big Homie, en featuring avec Rick Ross et French Montana, comme premier single extrait de son futur cinquième album MMM (Money Making Mitch), originellement prévu pour la même année. La chanson est publiée sur iTunes le 24 mars
 accompagnée deux jours plus tard d'une bande-annonce. La version complète du clip est publiée le 31 mars. Combs utilise son ancien nom de scène Puff Daddy pour l'album. En 2014, Puff et Guy Gerber annoncent un album collaboratif intitulé 11 11 en téléchargement libre. Un nouveau single, Finna Get Loose, en featuring avec Combs et Pharrell Williams est publié le 29 juin 2015.
En juillet 2015, Gizzle de Bad Boy Entertainment annonce sa collaboration avec Combs pour ce qu'elle décrit comme son dernier album, intitulé No Way Out 2, la suite de son premier album. Elle décrit le son comme unique.

### «Love» etThe Love Album: Off the Grid(depuis 2018)
Le 5 novembre 2017, Combs annonce sur Twitter avoir choisi un nouveau nom de scène, « Love ». 
En 2022, Combs est l'animateur des Billboard Music Awards. En mai, il est signé sur le label Motown et lance un successeur à son propre label Bad Boy Records, appelé Love Records et axé sur le R&B. Le chanteur Jozzy est le premier à signer avec le label, le mois suivant. En juin sort le single Gotta Move On, qui entre à la 79e place du Billboard Hot 100, après Coming Home. Le single fait partie de la promotion du cinquième album de Combs, The Love Album: Off the Grid, sorti le 15 septembre 2023, mais ne figure que dans l'édition spéciale de celui-ci. Le 22 août 2023, un teaser pour The Love Album: Off the Grid est présenté avec les artistes vedettes : The-Dream, Busta Rhymes, Nija, Jozzy, Fabolous, Swae Lee, Summer Walker, French Montana, Justin Bieber, Jazmine Sullivan, Kehlani, Ty Dolla $ign, Kalan.FrFr, Mary J. Blige, Teyana Taylor, Jeremih, Burna Boy, John Legend, H.E.R., Bryson Tiller, PartyNextDoor, 21 Savage, etc.
Le premier et seul single de l'album, Another One of Me, sorti pour la promotion de l'album, entre à la 87e place du Billboard Hot 100, tandis que l'album entre à la 19e place du Billboard 200. L'album sort indépendamment via Love Records et Stem Distribution. The Love Album: Off the Grid reçoit une nomination à la 66e cérémonie des Grammy Awards dans la catégorie « meilleur album urbain contemporain »[réf. nécessaire].

## Entrepreneuriat
Le magazine Fortune liste Combs en douzième place de son top 40 des entrepreneurs âgés de moins de 40 ans, en 2002. Le magazine Forbes estime la fortune de Combs à 45 millions de dollars américains en fin mai 2012, ce qui le classe quinzième des musiciens fortunés. En 2015, sa fortune est estimée à 735 millions de dollars américains, ce qui fait de lui le rappeur le mieux payé au monde.
En 1998, Sean Combs lance sa marque de vêtements Sean John. Il est nommé au Conseil des créateurs de mode américains (CFDA) dans la catégorie de meilleur concepteur de vêtements pour hommes en 2000, et récompensé en 2004. La marque soulève la polémique en 2003 ; la National Labor Committee révèle que les usines qui la fabriquent au Honduras violaient les lois honduriennes d'hygiène.
Hormis sa marque de vêtements,il dirigeait deux restaurants appelés Justin's, le nom de son fils. Le restaurant basé à New York ferme en 2012, comme celui d'Atlanta (juin 2012).
Amateur d'art, il achète en 2018 pour 21 millions de dollars une œuvre du peintre afro-américain Kerry James Marshall, Past Times.

## Vie personnelle
P. Diddy fréquente le mannequin Kim Porter de 1994 à 2007. Cette dernière est la mère d'un garçon nommé Quincy Taylor Brown, né en 1991 d'une précédente union. Ensemble, ils accueillent en 1998 leur premier garçon qu'ils nomment Christian. Le couple devient parents de jumelles, D'Lila Star et Jessie James, en 2006. Ils annoncent le divorce en 2007. Dans l'album The Love Album: Off the Grid, la chanson Kim Porter rend hommage à sa relation avec Porter, aux côtés de John Legend et Kenneth « Babyface » Edmonds.
En 1999, le chanteur est au cœur d'une tumultueuse relation amoureuse avec la chanteuse Jennifer Lopez qu'il rencontre sur le tournage du clip d'un titre issu de son premier album,. Après des séparations à répétition, le couple rompt définitivement en 2000.
En 2001, P. Diddy est brièvement en couple avec le mannequin Emma Heming. En 2002, il vécut une relation avec l'actrice Alicia Douvall. La même année, le producteur est en couple avec le mannequin Naomi Campbell.
P. Daddy est anciennement proche des actrices Sienna Miller, Penélope Cruz ou encore Cameron Diaz. Certains tabloids rapportent que Puff Daddy avait vécu des idylles avec ces dernières sans aucune confirmation officielle de la part des intéressées. Le New York Times présentera d'ailleurs ses excuses à l'actrice Sienna Miller pour avoir colporté et alimenté des rumeurs d'idylle sans fondements.
En juin 2005, Karrine Steffans (en) publie son ouvrage Confession of a video vixen dans lequel elle révèle avoir eu une courte aventure avec le producteur P. Daddy parmi d'autres grands noms de la scène hip-hop.
Entre 2007 et 2018, P. Daddy est en couple avec la chanteuse Cassie qu'il produit. Entre 2021 et 2024, il est en couple avec la rappeuse Yung Miami des City Girls. En 2022, il avait une briève relation avec Dana Tran, d'où Combs avait son septième enfant, une fille prénommée Love.

## Prises de position
P Diddy a régulièrement soutenu aux élections les candidats du Parti démocrate.
En 2008, P Diddy appelle à voter pour Barack Obama à l'élection présidentielle américaine de 2008.
En 2020, P Diddy appelle à voter pour Joe Biden à l'élection présidentielle américaine de 2020. P Diddy déclare aussi que les hommes blancs comme Donald Trump doivent être punis et mis au ban de la société.

## Accusations de viol, d'agression sexuelle et de trafic sexuel
Dans l'après-midi du 25 mars 2024, des agents fédéraux perquisitionnent les résidences de Los Angeles et de Miami de Sean Combs dans le cadre d'une enquête fédérale portant sur des soupçons de trafic sexuel. Elle fait suite aux accusations de viol émises par quatre femmes.
En septembre 2024, Diddy est inculpé de trafic sexuel et extorsion, et écroué. Il fait l'objet de neuf plaintes depuis novembre 2023. Au cours de cette comparution devant le tribunal, la juge d'instance américaine Robyn Tarnofsky refuse la libération sous caution de Combs et ordonne le maintien en prison. Ses avocats proposent une caution de 50 millions de dollars, mais le 18 septembre, un deuxième juge Andrew L. Carter Jr., refuse également la libération sous caution, craignant que des témoins potentiels ne soient menacés ou intimidés. Sean Combs est détenu au centre de détention métropolitain de Brooklyn,. Les accusations qui le visent sont accompagnées sur internet d'une myriade de fausses informations. 
Le 1er juillet 2025, le jury s'accorde sur quatre des cinq chefs d'accusation, mais pas sur celui d'association de malfaiteurs. Le juge Arun Subramanian ordonne au jury de continuer les délibérations avant d'annoncer l'ensemble des verdicts. Le 2 juillet 2025, Sean Combs est reconnu coupable de prostitution uniquement et acquitté des autres chefs d'accusation (trafic sexuel, association de malfaiteurs...)

## Distinctions
- 84th Academy Awards : en 2012 pour Undefeated (en tant que producteur)
- Lauréat des Grammy Awards (3 prix et 6 nominations)
- MTV Video Music Awards (3 nominations)
- BET Awards : nomination 2007
- NAACP Image Awards : en 2009 pour A Raisin in the Sun
- Diddy fait partie depuis mai 2008 des stars qui ont leur étoile gravée sur le Walk of Fame, le trottoir d'Hollywood Boulevard à Los Angeles. C'est la 2362e étoile. C'est le deuxième artiste hip-hop qui reçoit une telle distinction après Queen Latifah en 2006.
- Il est présent dans le Rolling Stone's 500 Greatest Albums of All Time pour 3 albums qu'il a produit de Notorious B.I.G (Ready To Die en 1994 et Life After Death en 1997) et Mary J Blige (My Life en 1994).
- NRJ Music Awards : groupe ou duo de l'année en 2003, Artiste masculin international de l'année en 2007 (2 nominations). Et un Award d'honneur reçu en 2023

## Discographie

### Albums studio
| Année | Titre                                                                           | Classement    | Classement             | Classement            | Classement      | Ventes et certifications |
| Année | Titre                                                                           | Billboard 200 | Top R&B/Hip-Hop Albums | Canadian Albums Chart | UK Albums Chart | Ventes et certifications |
| ----- | ------------------------------------------------------------------------------- | ------------- | ---------------------- | --------------------- | --------------- | --- |
| 1997  | No Way Out - 1er album studio - Sortie : 1er juillet 1997                       | 1             | 1                      | 1                     | 8               | - Certification RIAA : 7x disque de platine - Certification CRIA : 6x disque de platine - Certification BPI : disque d'or - Ventes États-Unis : 7 millions |
| 1999  | Forever - 2e album studio - Sortie : 24 août 1999                               | 2             | 1                      | 4                     | 9               | - Certification RIAA : disque de platine - Certification BPI : disque d'or - Ventes États-Unis : 1 million                                                 |
| 2001  | The Saga Continues... - 3e album studio - Sortie : 19 juin 2001                 | 2             | 2                      | 19                    | —               | - Certification RIAA : disque de platine - Certification CRIA : disque d'or - Ventes États-Unis : 1 million                                                |
| 2006  | Press Play - 4e album studio - Sortie : 17 octobre 2006                         | 1             | 1                      | —                     | 11              | - Ventes États-Unis : 700 000+ |
| 2010  | Last Train to Paris - album studio avec Dirty Money - Sortie : 14 décembre 2010 |               |                        |                       |                 | |
| 2023  | The Love Album: Off the Grid - 5e album studio - Sortie : 15 septembre 2023     |               |                        |                       |                 | |

### Compilation
| Année | Titre                                        | Classement    | Classement             | Classement            | Classement      | Ventes et certifications                                                     |
| Année | Titre                                        | Billboard 200 | Top R&B/Hip-Hop Albums | Canadian Albums Chart | UK Albums Chart | Ventes et certifications                                                     |
| ----- | -------------------------------------------- | ------------- | ---------------------- | --------------------- | --------------- | ---------------------------------------------------------------------------- |
| 2002  | We Invented the Remix - Sortie : 21 mai 2002 | 1             | 2                      | 8                     | 17              | - Certification RIAA : disque de platine - Ventes aux États-Unis : 1 million |

## Productions et collaborations
- Tous les artistes de Bad Boy Records et certains d'Uptown Records :

Albums
- Mary J. Blige- What's the 411? ; Love & Life ; My Life…
- The Notorious B.I.G. - Ready to Die…
- TLC - CrazySexyCool
- Total - Total ; Kima, Keisha, and Pam
- Lil' Kim - Hardcore
- Brian McKnight
- Mariah Carey - Butterfly
- LL Cool J - Phenomenon
- 112 one-twelve
- Mase - Harlem World
- Jay-Z - In My Lifetime, Vol. 1
- The Lox - Money, Power & Respect
- R. Kelly - R.
- Black Rob - Life Story
- Carl Thomas - Emotional
- Shyne - Shyne
- Jennifer Lopez - J.Lo
- Training Day: The Soundtrack
- G. Dep - Child of the Ghetto
- Mario Winans - Hurt No More
- Da Band, Danity Kane ; Day26
- Ice Cube ; DJ Hell ; Donnie Klang ; Rick Ross…

## Filmographie
- 2000 : Making The Band (télé réalité d'ABC/MTV) 4 saisons
- 2001 : Made de Jon Favreau et Clément Thébault
- 2001 : À l'ombre de la haine (Monster's Ball) de Marc Forster : Lawrence Musgrove
- 2003 : Death of a Dynasty de Damon Dash
- 2005 : L'Impasse : De la rue au pouvoir (Carlito's Way: Rise to Power) de Michael Bregman : Hollywood Nicky
- 2008 : A Raisin in the Sun (téléfilm) de Kenny Leon (en) : Walter Lee Younger
- 2009 : Les Experts : Miami - saison 7, épisodes 15 et 16 : Derek Powell
- 2009 : Shoedog de Randolph et Pamfibonnacci
- 2010 : American Trip (Get Him to the Greek) : Sergio Roma
- 2010 : I'm Still Here de Casey Affleck : lui-même
- 2010 : Entourage - saison 7, épisode 7 : lui-même
- 2011 : Hawaii 5-0 - saison 1, épisode 21 : Reggie Cole
- 2017 : The Defiant Ones (série documentaire musicale) d'Allen Hughes : lui-même

Films dans lesquels il est incarné par d'autres acteurs
- 2003 : Death of a Dynasty de Damon Dash, interprété par Kevin Hart
- 2009 : Notorious B.I.G. (Notorious) de George Tillman Jr., interprété par Derek Luke
- 2016 : All Eyez on Me de Benny Boom, interprété par Stefon Washington